# Живињане
Живињане (алб. Zhivinjan) је насељено место у општини Призрен, на Косову и Метохији. Према попису становништва из 2011. насеље више нема становника.

## Положај
Село се налази у Средачкој жупи.

## Историја
Некадашњи најбројнији становници села Срби су већином протерани након НАТО бомбардовања. Сеоска црква свете Недеље је минирана и потпуно уништена 19. марта 2004. у оквиру организованог еничког чишћења.

## Становништво
Према званичним пописима, Живињане је имало следећи број становника:
| Демографија | Демографија | Демографија |
| Година      | Становника  | Становника  |
| ----------- | ----------- | ----------- |
| 1948.       | 227         |             |
| 1953.       | 120         |             |
| 1961.       | 117         |             |
| 1971.       | 113         |             |
| 1981.       | 33          |             |
| 1991.       | 39          |             |
| 2011.       | 0           |             |

### Порекло становништва
Село је 1947. године имало 18 српских кућа, сви су староседеоци.
Фамилије у селу носе презимена Љубисављевић, Стојановић, Савић, Илић, Николић, Тодоровић.